# Lhee
Lhee is een buurtschap in de gemeente Westerveld, in de Nederlandse provincie Drenthe. De buurtschap is gelegen ten zuidoosten van Dwingeloo aan de noordrand van het Nationaal Park Dwingelderveld. Tot de gemeentelijke herindeling op 1 januari 1998 viel Lhee onder de gemeente Dwingeloo.
Het wordt ook wel gezien als een eigen dorp of gehucht maar qua adressering valt het onder Dwingeloo. Het is van oorsprong een esdorpje. In diverse oorkonden uit de 12e en de 13e eeuw werd de plaats vermeld als Lede, in 1573 als Lee. In de 19e en tot voorbij halfweg de 20e eeuw werd de plaats opgedeeld benoemd als Noord-L(h)ee en Zuid-L(h)ee. Nadien is het men toch weer als één plaats gaan bezien. Ten noordoosten van Lhee is de van oorsprong satellietnederzetting Lheebroek gelegen.
In het Nederlands Openluchtmuseum in Arnhem werd in 1953 een dorpsschooltje geplaatst, dat in 1782 in Lhee was gebouwd.

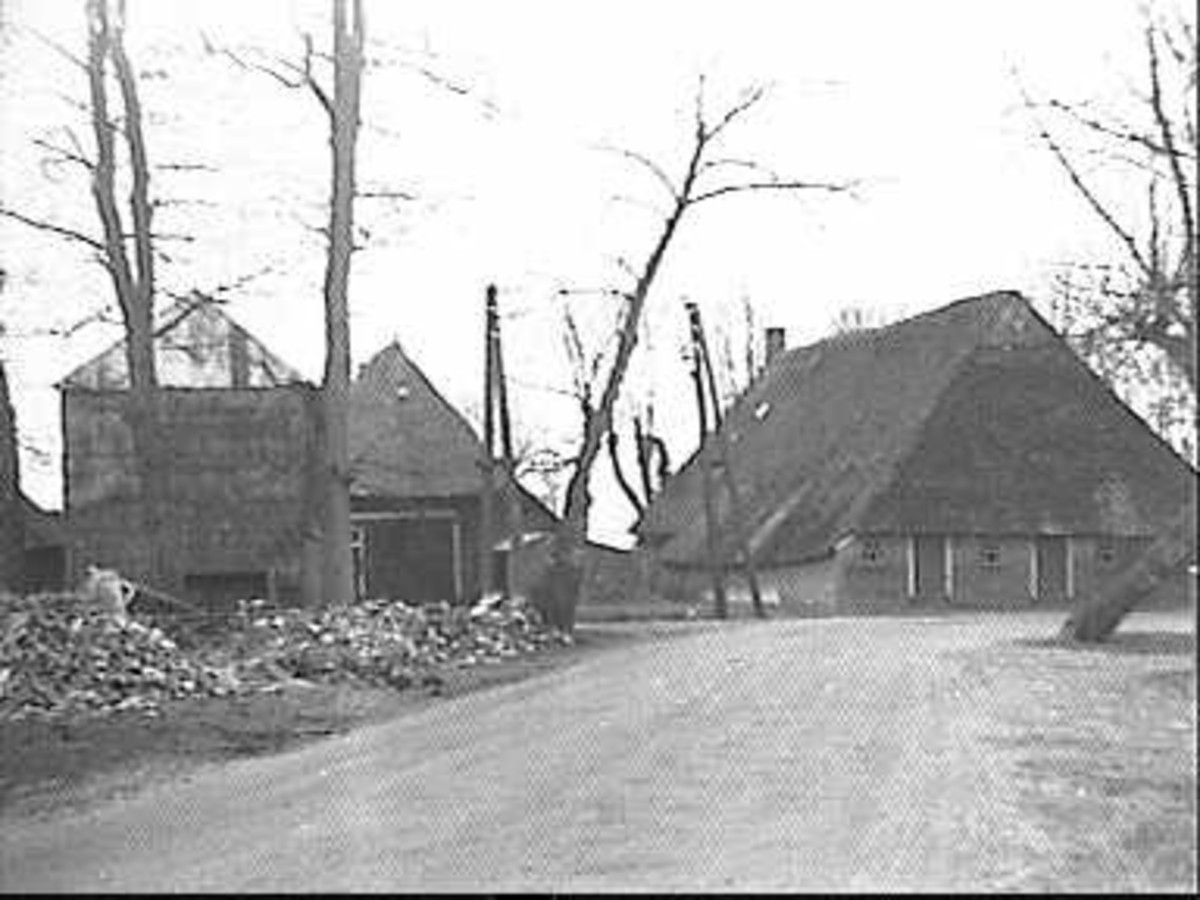
boerderijen ten westen van schooltje, 1 februari 1953, foto B. Lukkien
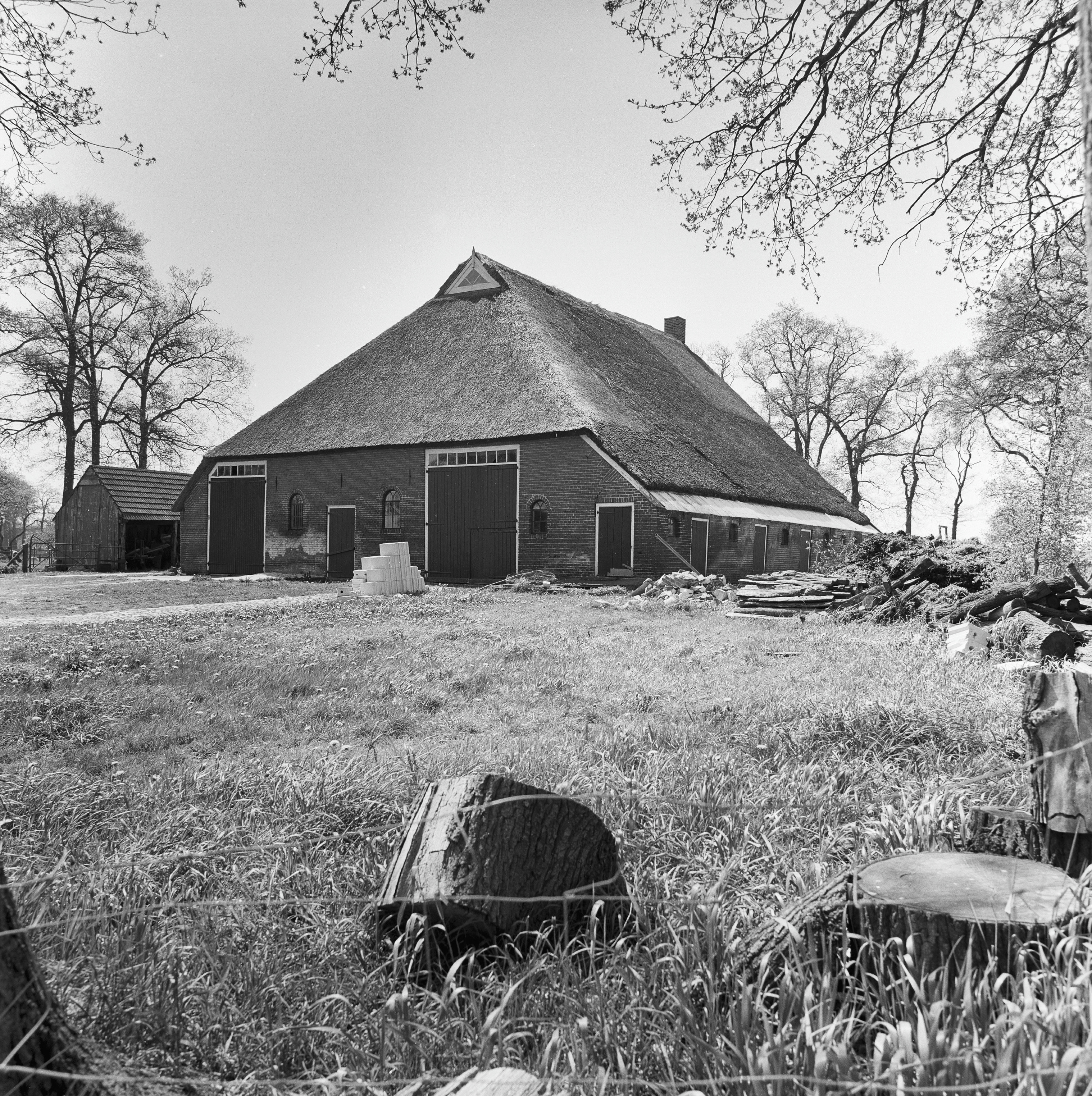
linker zij- en achtergevel, Lhee 73, mei 1980, foto Paul van Galen
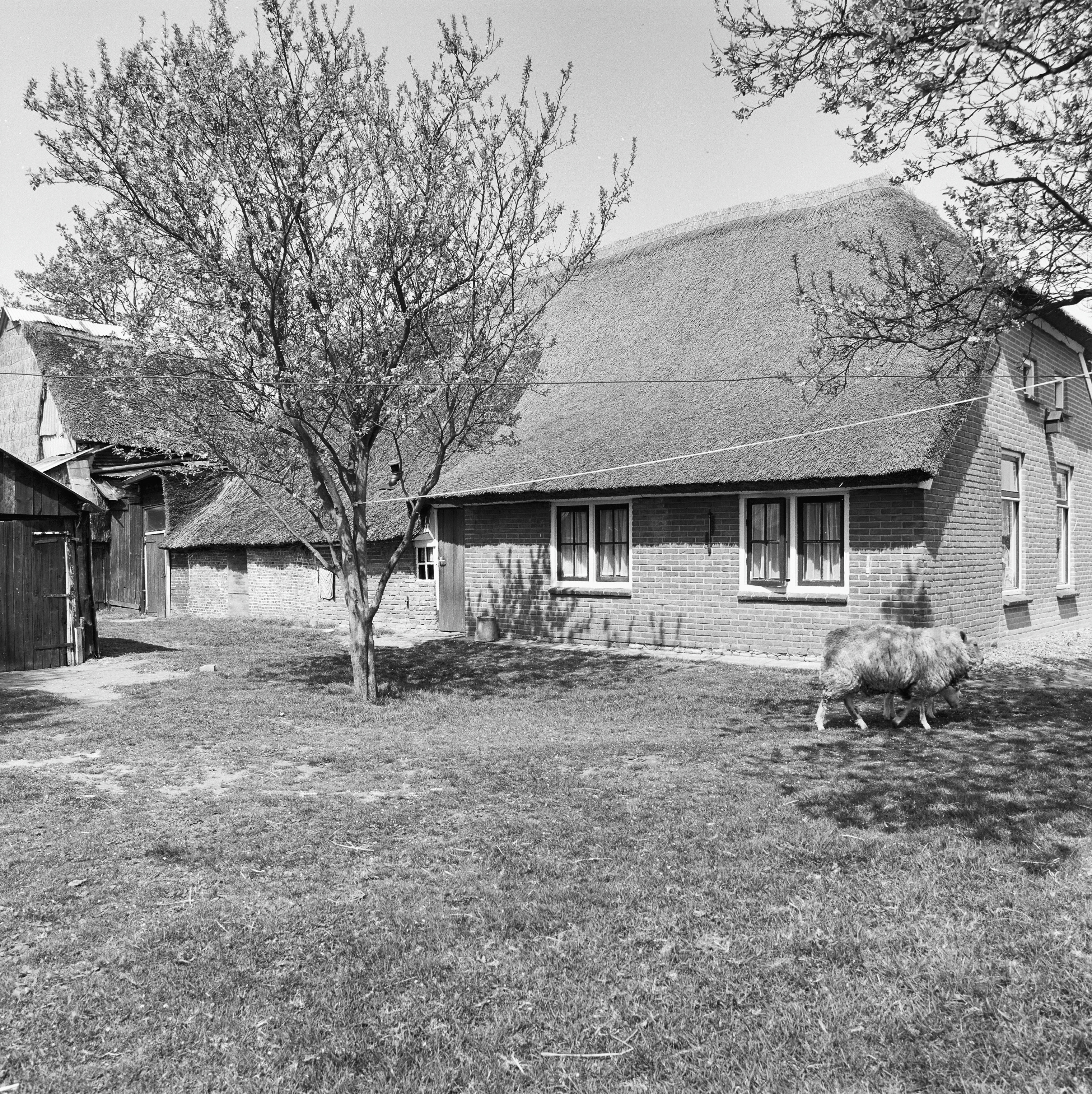
linker zijgevel, Lhee 89, mei 1980, foto Paul van Galen
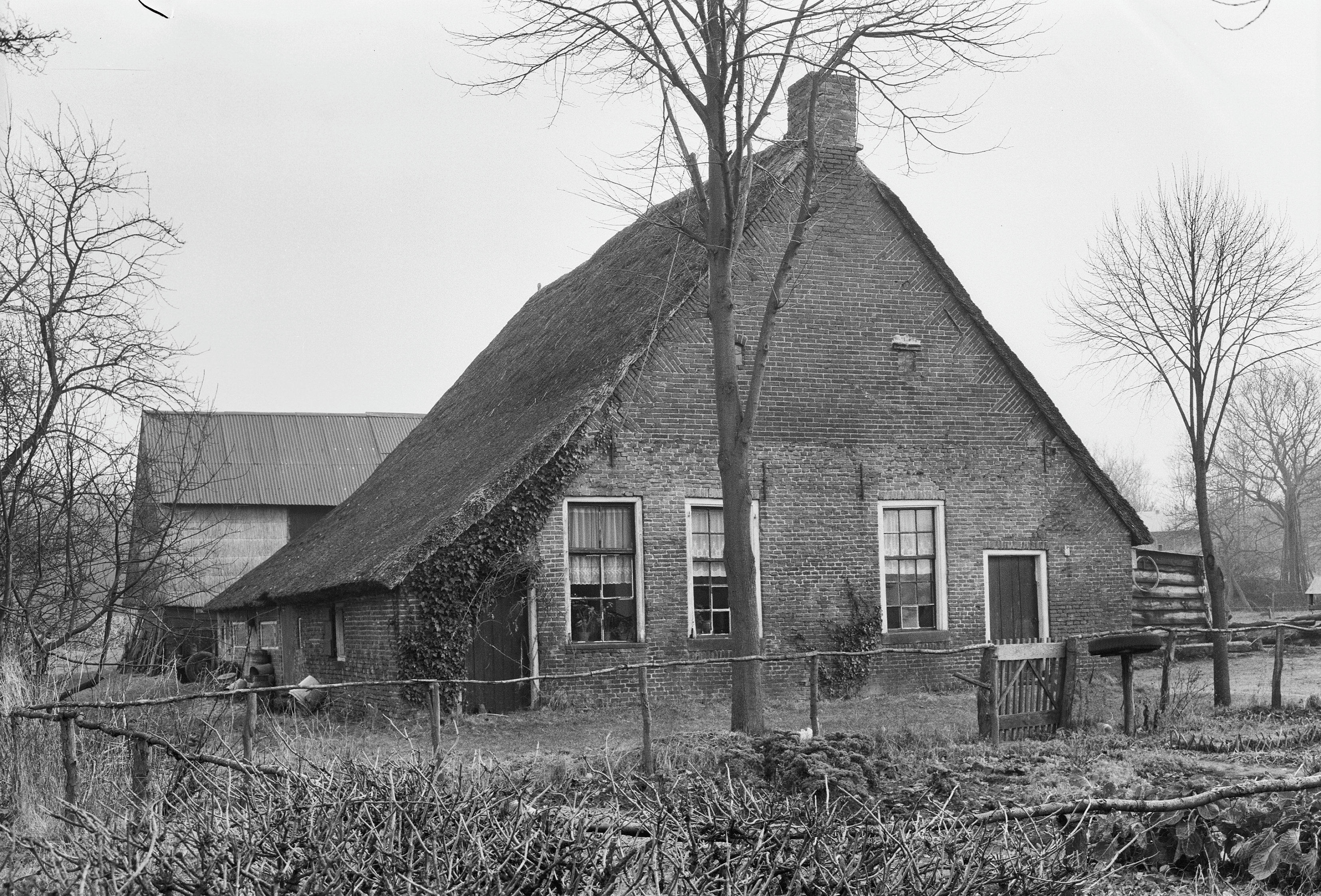
Lhee 90, januari 1967, foto A.J. van der Wal

## Evenementen
Elke tweede zaterdag in augustus wordt in Lhee een historische Oogstdag gehouden.